# セビアン・グローバー
セヴィアン・グローバー（Savion Glover, 1973年11月19日 - ）は、アメリカ合衆国ニュージャージー州ニューアーク生まれのタップダンサー、振付師、俳優。

## 生い立ち
母のYvette Gloverはジャズ・ゴスペル歌手、兄のAbron Glover、従弟のOmer Edwardsもタップダンサーである。生まれる前に家を出た白人の父と黒人の母の間に、三人兄弟の末っ子として生まれた。母方の曽祖父ディック・ランディはニグロリーグの選手であった。祖父のビル・ルイスはビッグバンドのピアニスト兼ヴォーカリストであり、祖母のアンナ・ランディ・ルイスはニューアークのニューホープ・バプティスト教会の音楽を担当する牧師だった。セヴィアンの音楽の才能に最初に気づいたのも彼女であった。ニュージャージー州のNewark Arts High Schoolを1991年に卒業している。
路上でフットボールやバスケットボールに親しんで過ごすも、育った地域は治安もあまりよくなかった。「もしダンスと出会わなければ、今頃車を盗んだり、ドラッグを売っていたのかもしれない。実際そうやって生活している友達もいた。ダンスが私を救ってくれた」という。

## キャリア
彼は4歳のとき、ニューアーク・コミュニティ・スクール・オブ・ジ・アーツで音楽、特にドラムを学び始めた。すぐに上級クラスへと進み、同校史上最年少で全額奨学金を得た生徒となっている。7歳で既にセミプロとして「Three Plus One」というバンドにドラマーとして参加していた。ブロードウェイダンスセンターにて演奏していたが、同時期そこで著名なタップダンサーであるロン・チェイニー(Isaiah Chaneyfield)とチャック・グリーンが活動しており、彼らを観たことによってセヴィアン本人もタップダンスへと傾倒する。バンドでの演奏中にも、ドラムと共にタップダンスも披露していた。その後は様々なダンサーとタップフェスティバルで共演するようになる。
プロデューサーの目に留まり、1984年、10歳のとき『タップ・ダンス・キッド』でブロードウェイに主役の代役としてデビュー。続いて15歳の頃に出演した『Black & Blue』にて、当時最年少としてトニー賞にノミネートされた。1989年、映画『TAP』にてグレゴリー・ハインズと共演、映画デビューを果たす。1990年から1995年にかけてTVプログラムセサミストリートにレギュラー出演。当初は数話のみ出演の予定であったが、結果的に長期にわたってお茶の間にタップダンスを披露した。
1992年にはブロードウェイミュージカル「Jelly's Last Jam 」に出演。グレゴリー・ハインズと共演し、ドラマ・デスク・アワード助演男優賞にノミネートされている。1996年、ジョージ・C・ウルフと共に製作、自ら主演したブロードウェイミュージカル『Bring in 'da Noise, Bring in 'da Funk/ノイズ・アンド・ファンク』でトニー賞最優秀振付け賞など3部門を受賞。当時弱冠23歳の若さであった。2002年には各地で公演しており、日本でも赤坂アクトシアターにて公演している。
2000年にはスパイク・リー監督の映画『Bamboozled』に出演。さらにグレゴリー・ハインズとは2001年にテレビ映画『Bojangles』で再共演している。2006年には3DCGアニメーション映画『ハッピーフィート』において、主人公マンブルのモーションアクターを務めた。作品のヒットを受け、2011年の続編『ハッピーフィート2』の振り付けを担当している。
2016年には再度ブロードウェイにて「Shuffle Along, or, the Making of the Musical Sensation of 1921 and All That Followed」の振り付けを担当、トニー賞最優秀振り付け賞およびドラマ・デスク・アワードにノミネートされている。
ブロードウェイの舞台や映画のほかにも、アポロシアター、ブルーノート、ニューアークパフォーマンスセンターなど、様々な場で踊り、タップを演奏している。スティービー・ワンダーやケニー・G、バーブラ・ストライサンド等著名なシンガー、プレイヤー達との共演や、ジャック・ディジョネット、マッコイ・タイナー、ソニー・ロリンズ、ロイ・ヘインズらジャズレジェンドとのセッションも多い。1998年には当時の彼のダンスグループ『NYOT’s』と共に、ホワイトハウスにてビル・クリントン大統領夫妻の前でパフォーマンスも行っている。 
14歳からタップダンスの指導にも携わっており、現在はニューアークにあるダンススタジオ『The HooFeRz CLuB school for tap』を拠点に活動を広げている。

## ダンススタイル
幼い頃からハインズ兄弟（モーリス・ハインズ、グレゴリー・ハインズ）、ジミー・スライド、ダイアン・ウォーカー、チャック・グリーン、ロン・チェイニー、ハニー・コールズ、サミー・デイヴィスJr.、バスター・ブラウン、ハワード・シムズ、アーサー・ダンカンなど、多くの伝説的なタップダンサーたちから教えを受ける。父のいなかったセヴィアンは彼らを家族のように思い、熱心に学んでいった。著名なダンサー・振付師であるヘンリー・レタンは、セヴィアンの教わったことを速やかに体得するさまから、彼を"The sponge"と呼んだ。セヴィアンは彼らから伝統的なステップや動きを学びつつ、自分のスタイルに仕上げていった。
それまでの白人主体によるミュージカルタップから、リズムや音楽性を重視したリズムタップと呼ばれるダンススタイルを強調している。特にセヴィアンは新たにヒップホップ、ラップミュージックを取り入れたことで、タップダンスに新風を吹き込んだ。

## 主な作品

### 映画
- 1988 - Driving Me Crazy, Audition artist, First Run
- 1989 - Tap, as Louis, TriStar
- 2000 - Bamboozled, as Manray/Mantan, New Line
- 2006 - Happy Feet, choreography and motion capture for "Mumble"
- 2011 - Happy Feet 2, choreography for "Mumble

### 舞台
- 1984 - The Tap Dance Kid, (Broadway debut) Title character
- 1989-1991- Black and Blue, Minskoff Theatre, New York City
- 1992-1993 - Jelly's Last Jam, as Young Jelly, Virginia Theatre, New York City
- 1996-1997 - Bring in 'da Noise, Bring in 'da Funk, Ambassador Theatre, New York City
- 1998 - Savion Glover: Downtown, Variety Arts Theatre, New York City
- 1999 - Keep Bangin', Players Theatre, New York City
- 2001 - Foot Notes, Wilshire Theatre, Los Angeles
- 2002 - Savion Glover with TiDii the Egg, Empire State Plaza, Albany, NY

### ツアー
- 2002 - Bring in 'da Noise, Bring in 'da Funk, U.S. cities
- Also toured U.S. cities in Jelly's Last Jam
- 2013 - STEPZ, U.S. cities/London